# Johannes G. Sørensen
Johannes Gunnar Sørensen (født 10. november 1908 i Horsens, død 14. december 1989 på Bornholm) var en dansk journalist, der først og fremmest er kendt som den danske stemme i BBC's udsendelser til Danmark under den tyske besættelse. Det var Johannes G. Sørensen, der om aftenen den 4. maj 1945 oplæste frihedsbudskabet.
Johannes G. Sørensen var i begyndelsen af besættelsen ansat ved Pressens Radioavis, men kom i september 1944 på John Christmas Møllers foranledning til London. Han var kendt som manden med guldstemmen.
Oplæsningen af frihedsbudskabet den 4. maj kl. 20:30 blev hans største øjeblik. Udsendelsen forløb planmæssigt, men efter knap fem minutter blev mikrofonen slukket, og journalistkollegaen Flemming Barfoed kom løbende ind til Johannes G. Sørensen med meddelelsen om, at tyskerne havde kapituleret. Da mikrofonen igen blev tændt, udtalte Johannes Sørensen følgende:
| Citat | I dette øjeblik meddeles det, at Montgomery har oplyst, at de tyske tropper i Holland, Nordvesttyskland og i Danmark har overgivet sig. | Citat |
|       | |       |

fulgt af endnu en lille pause og:
| Citat | Her er London, Vi gentager.. | Citat |
|       |                              |       |

hvorefter frihedsbudskabet blev gentaget.
Derpå fortsatte udsendelsen efter planen med oplæsning af nyhedstelegrammer fra Europa og "særmeldinger" til danske modstandsgrupper. Hen mod slutningen af den 30 minutter lange udsendelse bragte Sørensen en hilsen til alle i Danmark fra alle danske i udlandet, og som afslutning lød Kong Christian stod ved højen Mast og Der er et yndigt land. I Danmark blev programmet optaget på lakplade af pladeamatøren Aage Schnedevig i Hellerup.
Overalt i landet lyttede befolkningen til BBC-udsendelserne, og derfor blev budskabet hurtigt spredt. Folk strømmede ud på gaderne, jublede, viftede med Dannebrog og brændte bål. De forhadte mørklægningsgardiner blev revet ned fra vinduerne og brændt, og man satte lys i vinduerne. Denne tradition er fastholdt i mange år som påmindelse om glæden ved befrielsen.
Efter krigen bosatte Sørensen sig på Bornholm, hvor han blev gift med Lilli Skjoldager og var journalist på Dagbladet Bornholmeren. Han er begravet på Rønne Kirkegård.